# Free to Play (Dota 2)
Free to Play är en amerikansk dokumentärfilm från 2014 av Valve. Dokumentären följer vardagen för tre professionella Dota 2 spelare under den första upplagan av The International. The International var den första e-sportturneringen som hade en prispott på över en miljon dollar vilket var första gången inom e-sportens historia.

## Bakgrund
Dokumentären följer tre Dota 2 spelare från dagen de anländer i Köln för att delta i den första upplagan av The International med en prispott på över 1,6 miljoner dollar, motsvarande 16 miljoner svenska kronor.

### Benedict "hyhy" Lim
Benedict Lim, mer känd under sitt alias hyhy, deltog i turneringen tillsammans med sina lagkamrater i Scythe Gaming. Dokumentären visar Lims liv före–under–efter turneringen. Hemma i Singapore bor Lim tillsammans med sin mor, moster och far. Lim spenderar mycket tid vid sin dator, vilket hans familj inte stödjer. Benedict Lim anser att det enda sättet att vinna familjens respekt är genom att vinna The International och demonstrera att det finns en framtid som e-sportare.

### Clinton "Fear" Loomis
Clinton Loomis, mer känd under sitt alias Fear, en amerikansk Dota 2 spelare från Medford, Oregon, deltog i turneringen tillsammans med sina europeiska lagkamrater i laget Online Kingdom. Loomis blev hemlös efter hans spelberoende tog över vilket resulterade i konstant byte av bostad. Loomis finner det svårt att leva på en e-sportkarriär och vet inte hur länge han ska klara av att försörja sig själv.

### Danil "Dendi" Ishutin
Danil Ishutin, mer känd under sitt alias Dendi, en ukrainsk Dota 2 spelare, deltog i turneringen tillsammans med sina lagkamrater i laget Natus Vincere. Dokumentären följer Ishutins liv hemma i Ukraina där han förklarar att Dota 2 blev hans verklighetsflykt när hans far dog.